# Campionato russo di rugby a 15 2009
Il Campionato russo di rugby a 15 del 2009 (in russo Professional'naja regbijnaja liga 2009 fu il quinto campionato semiprofessionistico organizzato dalla Federazione di rugby a 15 della Russia il 18º in assoluto; parteciparono 6 squadre.
La formula previde un torneo a girone unico, le semifinali su due partite e le finali per il primo e il terzo posto su tre incontri.

## Squadre partecipanti
- Enisej-STM
- Imperia-Dynamo Penza
- Krasnyj Jar
- RC Novokuznetsk
- Slava Moscow
- VVA-Podmoskov'e

## Classifica finale
|       | Club                   | Partite | Partite | Partite | Partite | Punti  | Punti | Punti | Classifica punti |
| Gioc. | Club                   | Vinte   | Par.    | Perse   | fatti   | subiti | Diff. |       | Classifica punti |
| ----- | ---------------------- | ------- | ------- | ------- | ------- | ------ | ----- | ----- | ---------------- |
| 1     | VVA-Podmoskovye Monino | 10      | 9       | 0       | 1       | 399    | 128   | +271  | 37               |
| 2     | Yenisy-STM Krasnoyarsk | 10      | 9       | 0       | 1       | 331    | 140   | +191  | 37               |
| 3     | Krasny Yar Krasnoyarsk | 10      | 6       | 0       | 4       | 247    | 198   | +49   | 28               |
| 4     | Slava Moscow           | 10      | 3       | 0       | 7       | 126    | 267   | -141  | 19               |
| 5     | Imperia-Dynamo Penza   | 10      | 2       | 0       | 8       | 130    | 284   | -154  | 16               |
| 6     | RC Novokuznetsk        | 10      | 1       | 0       | 9       | 120    | 336   | -216  | 13               |

## Play off
| 2008 Russian Professional League Play-off | 2008 Russian Professional League Play-off | 2008 Russian Professional League Play-off |
| Semi-Finali (al meglio delle tre partite) | Semi-Finali (al meglio delle tre partite) | Semi-Finali (al meglio delle tre partite) |
| ----------------------------------------- | ----------------------------------------- | ----------------------------------------- |
| VVA-Podmoskovye Monino                    | 2-0                                       | Slava Moscow                              |
| Yenisy-STM Krasnoyarsk                    | 2-1                                       | Krasny Yar Krasnoyarsk                    |
| Finali (al meglio delle tre partite)      |                                           |                                           |
| Terzo posto                               |                                           |                                           |
| Krasny Yar Krasnoyarsk                    | 2-0                                       | Slava Moscow                              |
| Primo Posto                               |                                           |                                           |
| VVA-Podmoskovye Monino                    | 2-1                                       | Yenisy-STM Krasnoyarsk                    |